# Médecine traditionnelle tibétaine
Pour les articles homonymes, voir Rigpa (homonymie).

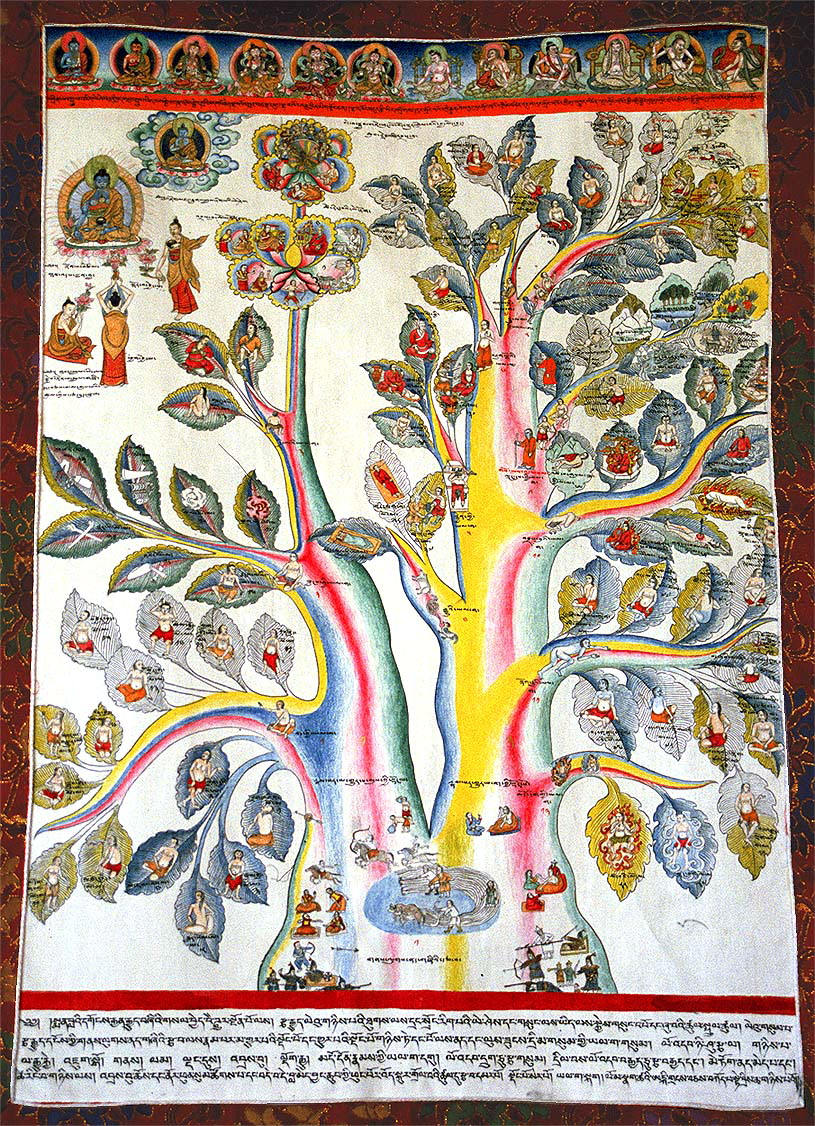
Thangka de médecine : Les racines de la santé et de la maladie

La médecine traditionnelle tibétaine ou Sowa-Rigpa est une médecine traditionnelle dont certains aspects empruntés à la médecine indienne, chinoise et grecque via la perse remonteraient à près de 2 500 ans et qui fut codifiée plus tardivement au travers des « Quatre Tantras Médicaux » de Yutok Yonten Gonpo au VIIIe siècle.

## Histoire

### Origines
La médecine au Tibet avant le VIIe siècle alors principalement marqué par la culture de la tradition bön, était basée sur un texte dénommé en tibétain : གསོ་རིག་འབུམ་བཞི།, Wylie : gso rig 'bum bzhi.

### Origine indienne et influence bouddhiste

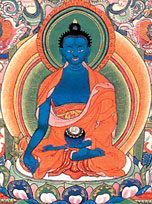
Bouddha de médecine.

Au Ve siècle av. J.-C., la médecine est développée en Inde du Nord, notamment à Taxila, l'école du médecin Atreya (en), appelé rGyun-shes-kyi-bu en tibétain. 
C'est au Ve siècle que deux sages médecins, un homme, Vidjaya (Vijay) et une femme, Vimala (Belha), originaires d'Inde se rendirent au Tibet. Ils y restèrent plus d'une décennie, s'employant à soigner et transmettre leur savoir. Le roi du Tibet de l'époque, Lha Thothori Nyantsen, fut très touché par leur bonté et offrit une de ses filles en mariage à Vidjaya. Ils eurent un enfant, Dounggui Tor-tcho (Dungi Thorchog), qui devint un médecin célèbre. Il fonda la première lignée médicale dont le plus éminent représentant est Yutok Yonten Gonpo le jeune au XIIe siècle.
Chandranandana, disciple de Vagbhata, écrivit en sanskrit dans la continuité de l'ayurveda classique, enrichi par les siddhas indiens bouddhistes le texte du rGyud-bZhi qu'il donna au traducteur tibétain Vairotsana. Il fut traduit en tibétain au VIIIe siècle et est resté le fondement de la pratique médicale et de commentaires au cours des siècles. Au XVIIe siècle, Sangyé Gyatso, régent du Tibet à l'époque du 5e dalaï-lama, en écrivit un commentaire exhaustif surpassant ses prédécesseurs par sa clarté, le Béryl Bleu.
Une des premières personnalités dans le développement de cette médecine fut Yutok Yonten Gonpo l'ancien (708-833), médecin renommé qui reçut de Vairotsana les « Quatre Tantras Médicaux », ouvrage connu sous le nom tibétain de rGyud-bZhi et à la base de la médecine tibétaine, intégrant différents éléments des médecines d'Asie, en particulier celles de Perse, de l'Inde et de la Chine. Cet ouvrage comprend un total de 156 chapitres sous la forme de 80 peintures ou thangkas. Il fut modifié et complété par les générations suivantes.
Rinchen Zangpo (958-1055) est le plus prolifique traducteur de textes médicaux indien. Avec l'aide de l'Indien Jalandhara, il traduisit le traité de médecine ayurvédique Ashtanga Hridaya (de) de Vagbhata et son commentaire par Chandranandana, ainsi que le traité de médecine vétérinaire en hippiatrie les principes de la médecine des chevaux.
Zhalu Lotsawa Chokyong Zangpo (1441-1528) traduisit le Trésor des racines de Nagarjuna qui concerne les traitements de maladies neurologiques, dermatologiques, oculaires et psychosomatiques.  
En 1126, naît le 13e descendant de Yutok Yonten Gonpo, Yuthok Sarma Yonten Gonpo. Considéré comme l'un des plus grands médecins après son ancêtre, il étudia longuement la médecine, notamment en Inde et au Népal, et modifia et compléta le rGyud-bZhi. Il fit un tableau décrivant la réparation d'une fracture osseuse et compila une série d'images anatomiques d'organes internes.

### Institutions d'enseignement
Le 5e dalaï-lama fonde au monastère de Drépung la première école de médecine à Ganden Phodrang. 
Au XVIIe siècle, l'école médicale tibétaine de Chakpori est fondée par le 5e dalaï-lama et son régent Sangyé Gyatso. Construite sur la colline de Chakpori près de Lhassa, elle vit l'installation de quelques canons par les Tibétains lors du soulèvement tibétain de 1959 et fut détruite par l'artillerie de l’armée populaire de libération,,.
Le Men-Tsee-Khang fut fondé en 1916 par le 13e dalaï-lama. Cette même année, ce dernier nomma Khyenrab Norbu directeur du collège médical de Chakpori, et du Men-Tsee-Khang. Celui-ci serait issu de la transformation du monastère de Tengyeling par le 13e dalaï-lama. Le gouvernement tibétain finança les cours aux étudiants et fournit une médecine gratuite aux personnes pauvres.
Les médecins tibétains furent persécutés à partir de 1959. La pratique de la médecine tibétaine fut interdite, et des médecins renommés comme Tenzin Choedrak furent emprisonnés. Détenu à partir de 1959 et pendant près de 22 ans, ce dernier s'enfuit à Dharamsala en 1980, où il rejoignit le 14e dalaï-lama.
Le Men-Tsee-Khang a survécu à cette période, permettant à la médecine tibétaine d'être de nouveau enseignée et pratiquée aujourd'hui. Le Gouvernement de la région autonome du Tibet l'a fusionné avec le collège Chagpori pour former l'hôpital de médecine tibétaine de la région autonome du Tibet.

### Durant la révolution culturelle
Selon l'anthropologue médical Craig R. Janes, durant la révolution culturelle, de nombreux médecins tibétains étaient qualifiés d’ennemis de classe, ils subirent des traitements particulièrement sévères, envoyés dans des camps de travail, il leur était interdit de pratiquer la médecine. En 1973, selon cet auteur, la médecine tibétaine avait presque totalement disparu.
Le Dr. Lobsang Wangyal fut emprisonné après le soulèvement tibétain de 1959. Il utilisa ses connaissances médicales pour soigner les malades et les blessés en prison, et put ainsi survivre à la révolution culturelle.

## Description de la médecine traditionnelle tibétaine

### Principes

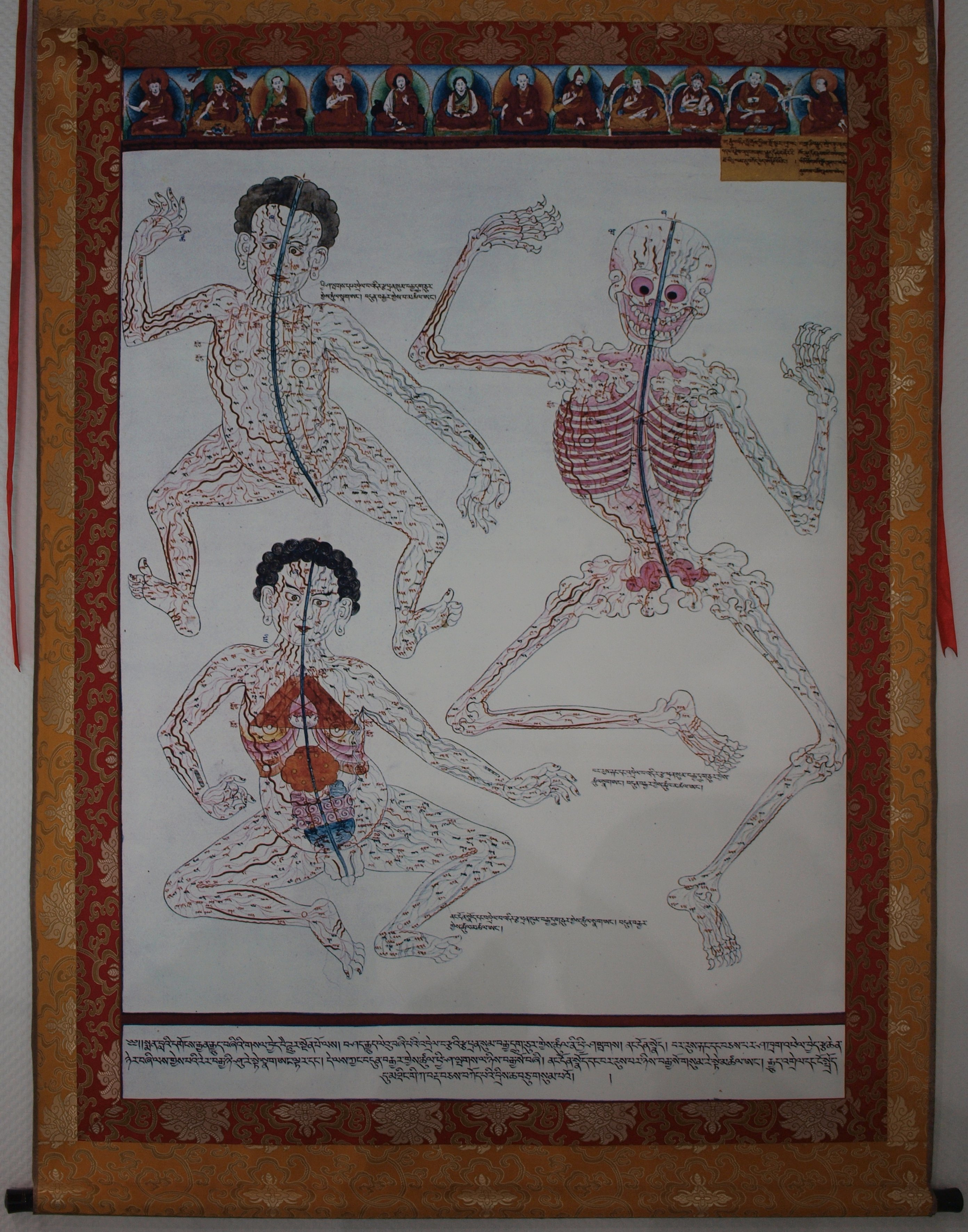

La médecine tibétaine est un système médical traditionnel qui repose sur une méthode complexe de diagnostic, incorporant des techniques telles que l'examen du pouls et de l'urine. Le médecin tibétain (amchi) donne des conseils de modification de comportement et d'alimentation. Des médicaments confectionnés à partir de plantes médicinales et de minéraux ; des thérapies physiques comme l'acupuncture tibétaine ou la moxibustion sont utilisées pour traiter le malade. 
Le système médical tibétain est basé sur une synthèse des savoirs indien (ayurveda), persan, grec, indigène tibétain, et les systèmes médicaux chinois. Il continue à être pratiqué au Tibet, en Inde, au Népal, au Sikkim, au Bhoutan, au Ladakh, en Sibérie, en Chine, en Mongolie et en Bouriatie, de même que plus récemment dans des parties de l'Europe et d'Amérique du Nord. Il est lié à la tradition bouddhiste selon laquelle toute maladie résulte en définitive de «trois poisons» de l'esprit : le désir excessif, la haine et l'ignorance. 
La médecine tibétaine met en avant une définition spécifique de la santé dans ses textes théoriques. Pour être en bonne santé il est nécessaire de maintenir un équilibre entre trois éléments ou « humeurs » : rLüng (pron. loong, le vent), mKhris pa (pron. tri-pa, la bile), et bad-kan (pron. paie-gen, le phlègme)
- rLüng est la source permettant à notre corps de faire circuler des substances physiques (par ex. le sang), l'énergie (par ex. les impulsions du système nerveux), et ce qui n'est pas physique (par ex. les pensées)[20]. Il y a cinq catégories distinctes de rLung, chacune avec un emplacement et une fonction spécifique : srog-'dzin rLung, gyen-rGyu rLung, khyab-byed rLung, me-mNyam rLung, thur-sel rLung.

- mKhris-pa est relié au feu et à la chaleur, c'est la source de fonctions telles que la thermorégulation, le métabolisme, la fonction du foie et l'intelligence discriminative[20]. Il y a cinq catégories distinctes de mKhris-pa, chacune avec des emplacements et les fonctions spécifiques : 'ju-byed mKhris-pa, sGrub-byed mKhris-pa, mDangs-sGyur mKhris-pa, mThong-byed mKhris-pa, mDog-sel mKhris-pa.

- Bad-kan est relié à la fois à l'eau et à la terre[20]. Il est de nature froide, et est la source de fonctions telles que la digestion, l'entretien de notre structure physique, la santé de nos articulations et notre stabilité mentale. Il y a cinq catégories distinctes de Bad-kan, chacune avec son emplacement et sa fonction spécifique : rTen-byed bad-kan, myag-byed bad-kan, myong-byed bad-kan, tsim-byed bad-kan, 'byor-byed bad-kan.

### Traitements
La médecine tibétaine comporte quatre types principaux de traitements : 
- des conseils alimentaires
- des conseils comportementaux
- des pilules à base de plantes[21].
- des thérapies externes ponctuelles [22]

Cette médecine traditionnelle utilise jusqu'à deux mille types de plantes et cinquante minéraux.

### Efficacité
Il n'y a pas encore de consensus des spécialistes sur l'efficacité de la médecine tibétaine. Certains y voient de nouvelles thérapies, d'autres sont sceptiques. La plupart louent cependant la qualité de la relation des médecins tibétains avec leurs patients, supérieure à la relation impersonnelle qui marque trop souvent la médecine contemporaine. De plus, comme pour d'autres systèmes médicaux, certains des patients traités par la médecine tibétaine recouvrent effectivement la santé, ce qui augmente la confiance en l'efficacité du système médical tibétain dans son ensemble. 
Selon Marianne Winder, spécialiste de l'histoire de la médecine tibétaine mais sans formation dans le domaine médical, pour nombre de maladies psychosomatiques et chroniques, la médecine tibétaine s'est révélée plus efficace que les méthodes occidentales. Étant une méthode holistique, elle est plus adaptée au diagnostic des causes psychosomatiques des maladies. Ses remèdes à base de plantes ont moins d'effets secondaires que les médicaments de synthèse modernes.
L'efficacité de la médecine traditionnelle tibétaine a été passée en revue en 2013 ; la méta-analyse qui en est ressortie pointe l'insuffisance des données pour conclure de façon certaine. La pharmacopée utilisée suscite cependant un intérêt, les plantes utilisées en phytothérapie pouvant s'avérer efficace lors des essais cliniques. Elles peuvent être étudiées seules ou en combinaison, comme le padma 28, une association d'une vingtaine de plantes.

## La médecine traditionnelle tibétaine dans le monde

### En Chine
Créé en 1977, l'Institut de médecine tibétaine de Lhassa a un service de consultation externe et un service d'hospitalisation, un centre d'enseignement d'astrologie médicale, un atelier de préparations médicales, un musée abritant des tankas médicales.

### En Inde

#### Institut Chakpori de médecine tibétaine
Refondé à Darjeeling en Inde, l'Institut Chakpori de médecine tibétaine forme des médecins tibétains. On y enseigne et développe aujourd'hui la médecine tibétaine en exil.

#### Institut de médecine et d'astrologie tibétaine
Après l'intervention militaire de la Chine en 1950 et l'exil de 80 000 Tibétains en 1959 en Inde, une bonne part du savoir médical tibétain a pu être sauvegardée, notamment à Dharamsala. En 1961, le 14e dalaï-lama y fonda un Institut de médecine tibétaine, le Tibetan Medical and Astrological Institute ou TMAI (tibétain : Men-Tsee-Khang). Le Dr Yeshi Dhonden fut le premier directeur de l'institut. On y enseigne et développe aujourd'hui la médecine tibétaine en exil.
Des recherches y sont menées, notamment sur le traitement du cancer, des rhumatismes et du diabète. L'institut abrite également un centre pharmaceutique produisant les médicaments de la pharmacopée traditionnelle. Quarante-sept antennes de l'institut sont réparties sur l'ensemble du territoire indien.

### En Occident
La médecine indienne a influencé la médecine occidentale lors de sa genèse, en même temps que la médecine tibétaine, au Ve siècle av. J.-C., d'où certaines similarités. L'empire achéménide est alors à son apogée et s'étend du nord de l'Inde aux frontières de la Grèce, conduisant à des échanges culturels et économiques. Si l'ayurveda a donné au Tibet la théorie des trois éléments vent, bile et phlegme à équilibrer, elle s'est transformée en Grèce en la théorie des humeurs, Hippocrate adaptant le système indien de 3 humeurs et 5 éléments en un système à 4 humeurs et 4 éléments, plus conforme à la philosophie occidentale. 
À l'époque contemporaine, le rGyud-bZhi est l'ouvrage le plus connu dans la rare littérature occidentale traitant de médecine tibétaine. C'est Sándor Kőrösi Csoma qui le fit connaître en Occident dans une analyse publiée en janvier 1835 dans le Journal of the Royal Asiatic Society (en). Depuis, au moins quatre traductions partielles de l'ouvrage sont parues : une en russe par Piotr Badmaïev en 1903 et trois en anglais par Rechung Rinpoché en 1973, Jampa Kelsang alias Alan Wallace en 1976 et Terry Clifford en 1984.

### Rapports avec la médecine mongole
La médecine mongole traditionnelle s’est développée en remplaçant ses aspects chamaniques par des théories et pratiques de la médecine tibétaine traditionnelle. Cette dernière commença à être connue des Mongols au XVIe siècle, au moment où le lamaïsme devenait la religion principale des Mongols. Durant les siècles, le bouddhisme tibétain influença non seulement la vie quotidienne et la pratique religieuse des Mongols, mais aussi la formation des médecins mongols.
Selon Terry Clifford, l'ayurveda mongol est en fait la médecine tibétaine bouddhique, et il a survécu en URSS.

## Candidature à l'inscription de la médecine traditionnelle tibétaine au patrimoine culturel immatériel de l'humanité
En février 2014, la Chine annonce avoir demandé l'inscription de la médecine traditionnelle tibétaine à la liste du patrimoine culturel immatériel de l'humanité de l'UNESCO.
En mars 2015, le directeur de l'Institut de médecine et d'astrologie tibétaine en Inde, Tashi Tsering Phuri, a déclaré que l'institut s'oppose à l'appel du gouvernement chinois à l'Organisation des Nations unies pour classer la médecine traditionnelle tibétaine comme patrimoine culturel immatériel de l'humanité et qu'une pétition a été présentée à l'ONU à cet égard. 
L'Inde qui préparait son dossier depuis des années selon le ministère indien de la Culture a également déposé une candidature sous le nom de Sowa-Rigpa en mars 2017. Les deux dossiers seront examinés en 2018 par l'UNESCO .